# Enric Padrós Mayol
Enric Padrós Mayol (Barcelona, 1913 - Matadepera, 1986) fou judoka i dirigent esportiu de lluita i judo.
Va començar a practicar el judo a principis dels anys cinquanta quan va arribar a Catalunya, de la mà del mestre francès Henry Birnbaum. Va ser el responsable de la Delegació Catalana de Judo dins de la Federació Catalana de Lluita entre 1952 i 1961, i va ser president d'aquesta federació del 1961 al 1965 i a finals de desembre del 1965 va ser nomenat primer president de la Federació Catalana de Judo, càrrec on es va mantenir fins al mes d'octubre de 1966.